# Den kinesiske Pyjamas
Den kinesiske Pyjamas er en amerikansk stumfilm fra 1917 af Fred J. Balshofer.

## Medvirkende
- Harold Lockwood som Richard Hudson.
- Carmel Myers som Frances Kirkland.
- Edward Sedgwick som Jack Billings.
- Lester Cuneo
- Paul Willis som Francis Billings.